# Iglesia de Santiago (Guadix)
La Iglesia de Santiago es una iglesia de Guadix, provincia de Granada, Andalucía, España. 

## Historia
Diego de Siloé fue su planificador y constructor el encargado de llevar a cabo el proyecto y la construcción de la iglesia, encomendado por Francisco de Centeno en 1533.

## Descripción
Posee tres naves separadas por pilares circulares sin capitel y medias columnas adosadas.
La portada principal es de Rodrigo de Gibata.